# Selo cilíndrico de Adão e Eva
O selo cilíndrico de Adão e Eva, também conhecido como 'selo da tentação', é um pequeno cilindro de pedra de origem pós-acadiana, datado de cerca de 2.200 a 2.100 a.C. O selo retrata duas figuras sentadas, uma árvore e uma serpente, e antigamente se acreditava que evidenciava alguma conexão com Adão e Eva no livro do Gênesis. Agora é visto como um exemplo convencional de uma cena de banquete acadiano.

## História
Os selos cilíndricos são pequenos cilindros, geralmente feitos de pedra e perfurados de ponta a ponta. Eles são projetados para serem usados em uma corda ou em um alfinete.
Os desenhos são esculpidos na superfície dos selos dos cilindros em talhe doce, de forma que, quando laminados sobre argila, o cilindro deixe uma impressão contínua do desenho, invertida e em relevo. Os selos cilíndricos são originários do sul da Mesopotâmia (atual Iraque) ou do sudoeste do Irã. Eles foram inventados por volta de 3500 a.C. e foram usados como uma ferramenta administrativa, como amuletos mágicos e joias até por volta de 300 a.C. Eles estão ligados à invenção da escrita cuneiforme na argila; quando isso se espalhou para outras áreas do Oriente Próximo, o uso de selos cilíndricos também se espalhou.
O assiriologista George Smith descreveu o selo de Adão e Eva como tendo duas figuras (macho e fêmea) em cada lado de uma árvore, estendendo as mãos para o fruto, enquanto entre as costas das figuras está uma serpente, que ele viu como evidência de que a lenda da queda do homem era conhecida nos primeiros tempos da Babilônia.

## Descrição
De acordo com Dominque Collon, o selo mostra uma cena comum encontrada em focas dos séculos XXIII e XXII a.C: uma figura masculina sentada (identificada por seu adorno de chifres como um deus) enfrentando uma adoradora. A tamareira e a cobra entre eles podem ser apenas um símbolo de fertilidade. Esta visão é apoiada por David L. Petersen, que escreve que:
Collon afirma corretamente que este selo particular pertence à tradição bem estabelecida da cena do banquete acadiano. Para provar seu caso, ela aponta várias características do chamado selo “Adão e Eva” que podem ser encontradas em imagens contemporâneas. Primeiro, há uma longa tradição na arte mesopotâmica de representar figuras voltadas para uma planta central, aqui uma tamareira. Além disso, os chifres da figura sentada à direita indicam status divino, de acordo com convenções iconográficas de longa data. A identidade da figura à esquerda é provavelmente um devoto, e não uma mulher, como Fradenburgh presumiu. Quanto à cobra, pode muito bem ser uma representação de um deus-cobra (como Nirah) ou possivelmente um símbolo mais geral de regeneração e fertilidade.